# Dzikie
Dzikie – wieś w Polsce położona w województwie podlaskim, w powiecie białostockim, w gminie Choroszcz.
W latach 1975–1998 miejscowość administracyjnie należała do województwa białostockiego.
Wierni kościoła rzymskokatolickiego należą do parafii św. Jana Chrzciciela i św. Szczepana w Choroszczy.

## Galeria

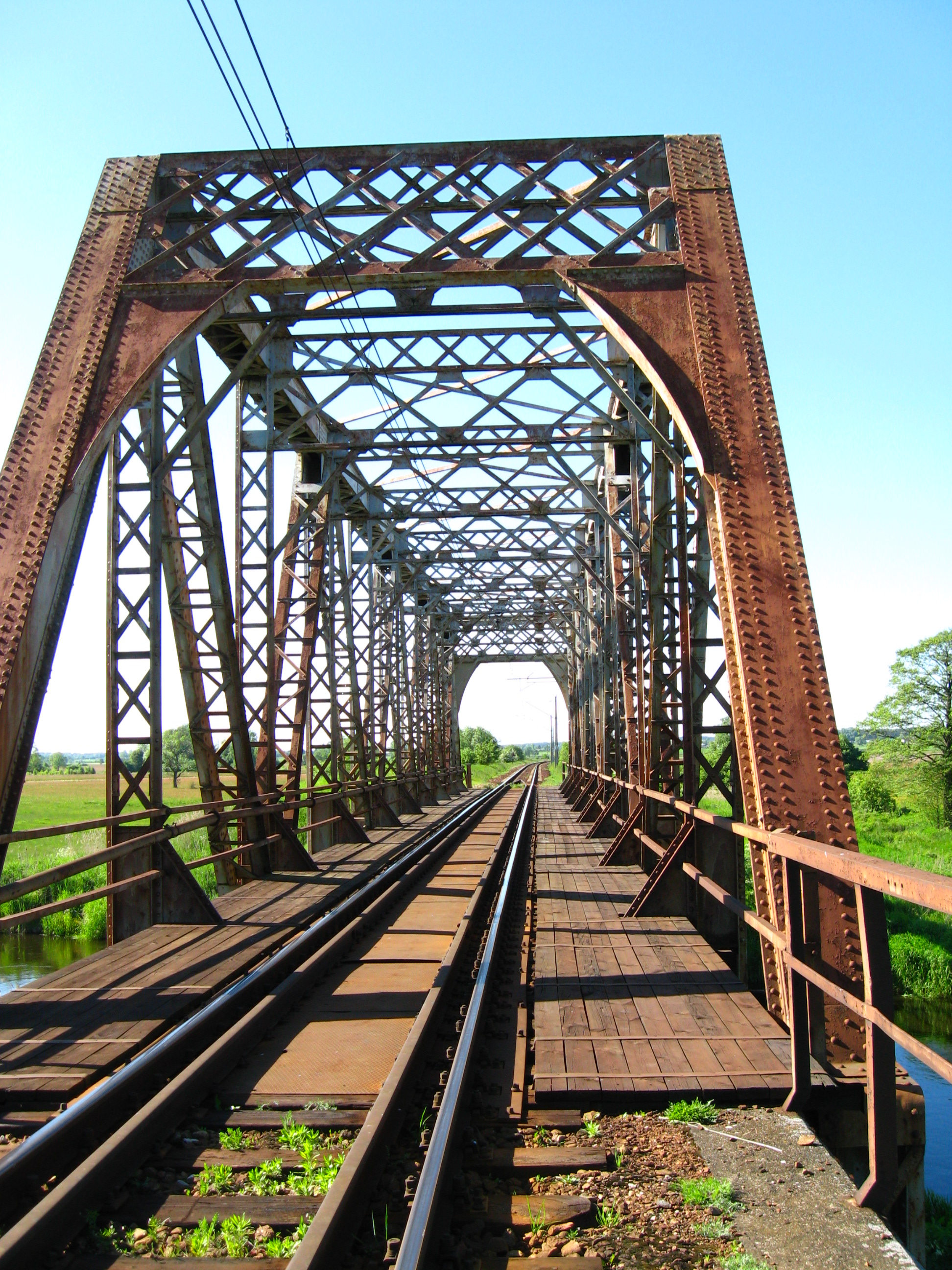
Most kolejowy nad Supraślą
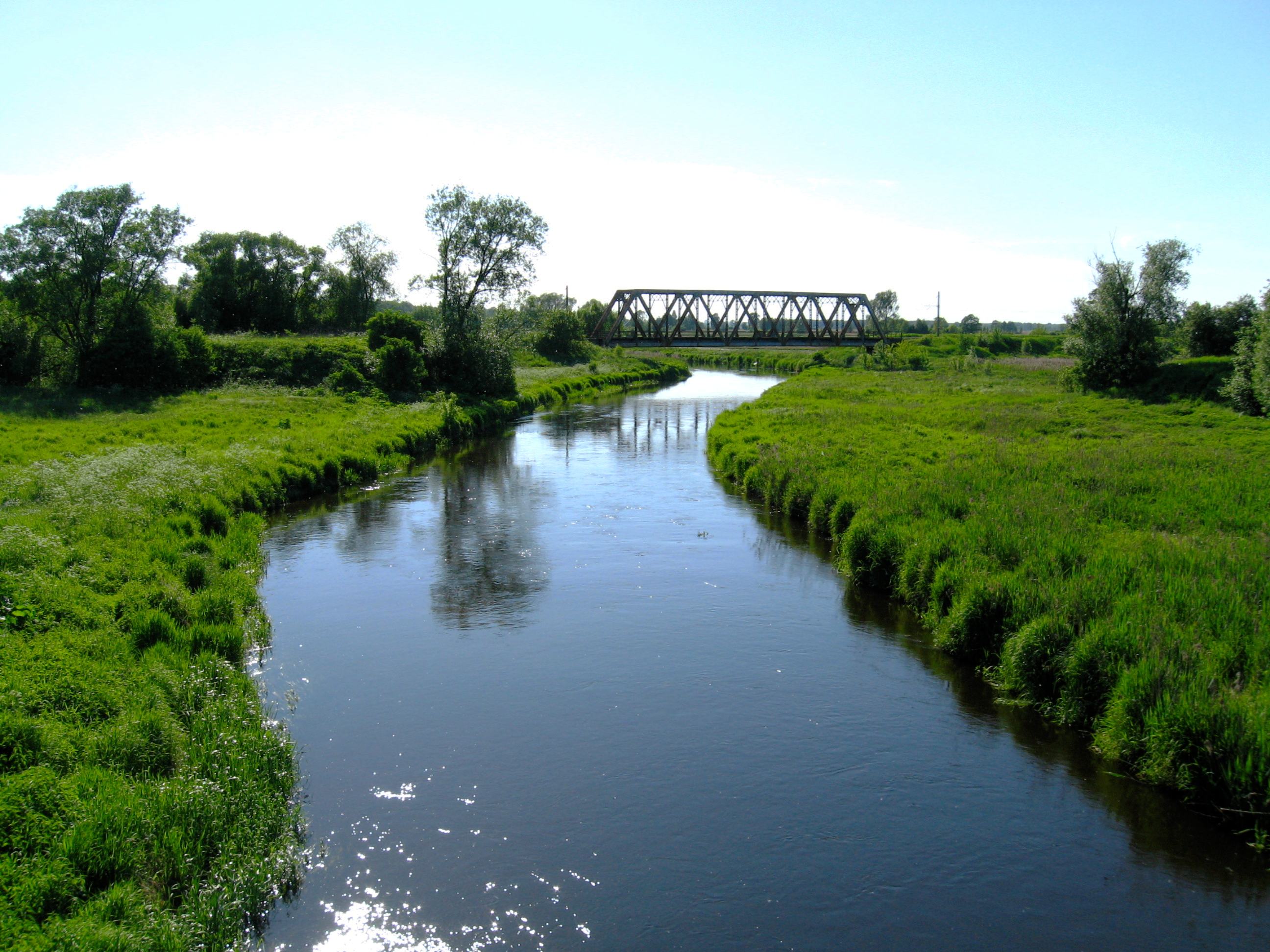
Most kolejowy nad Supraślą
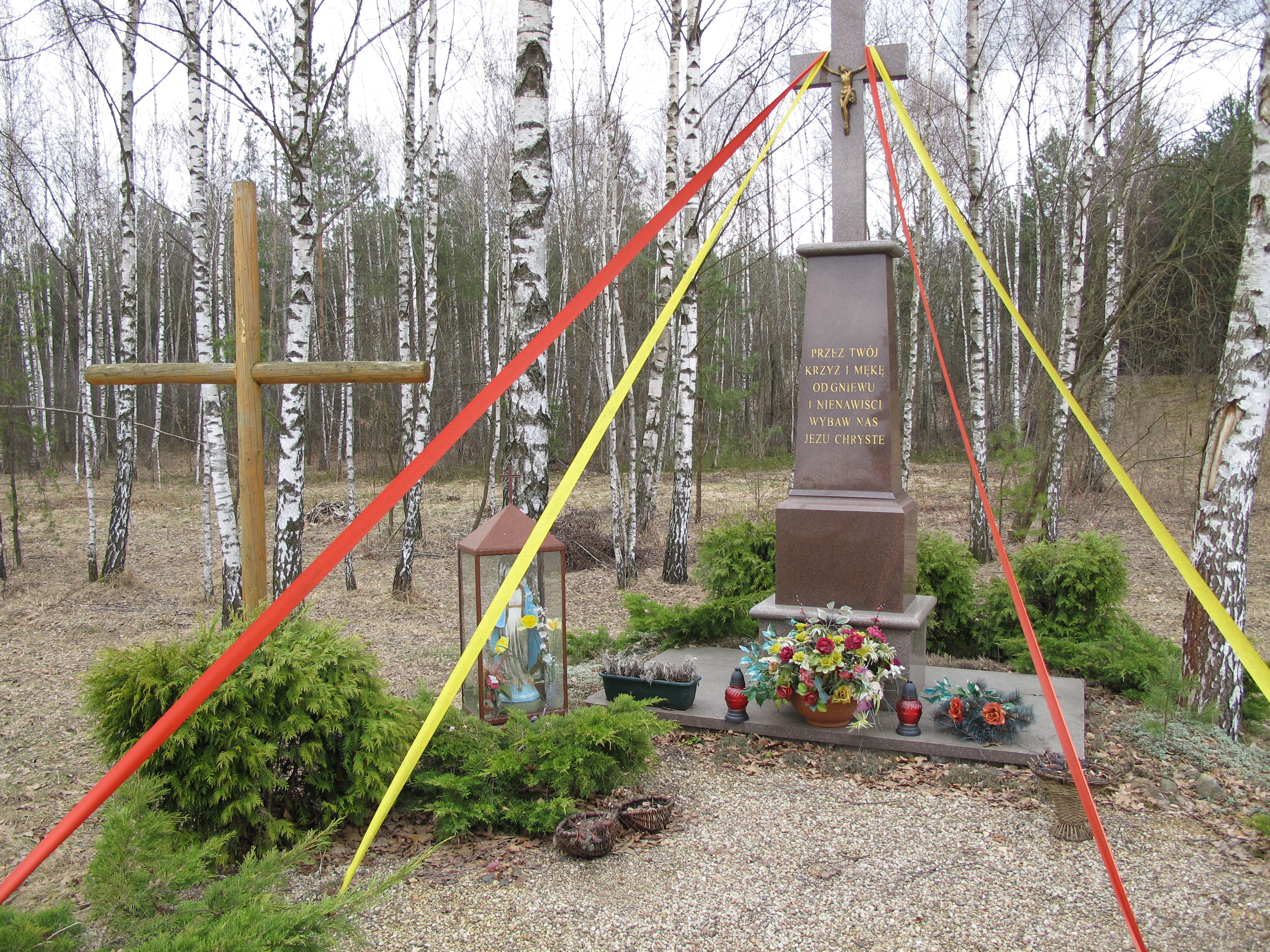
Kapliczka krzyży we wsi Dzikie
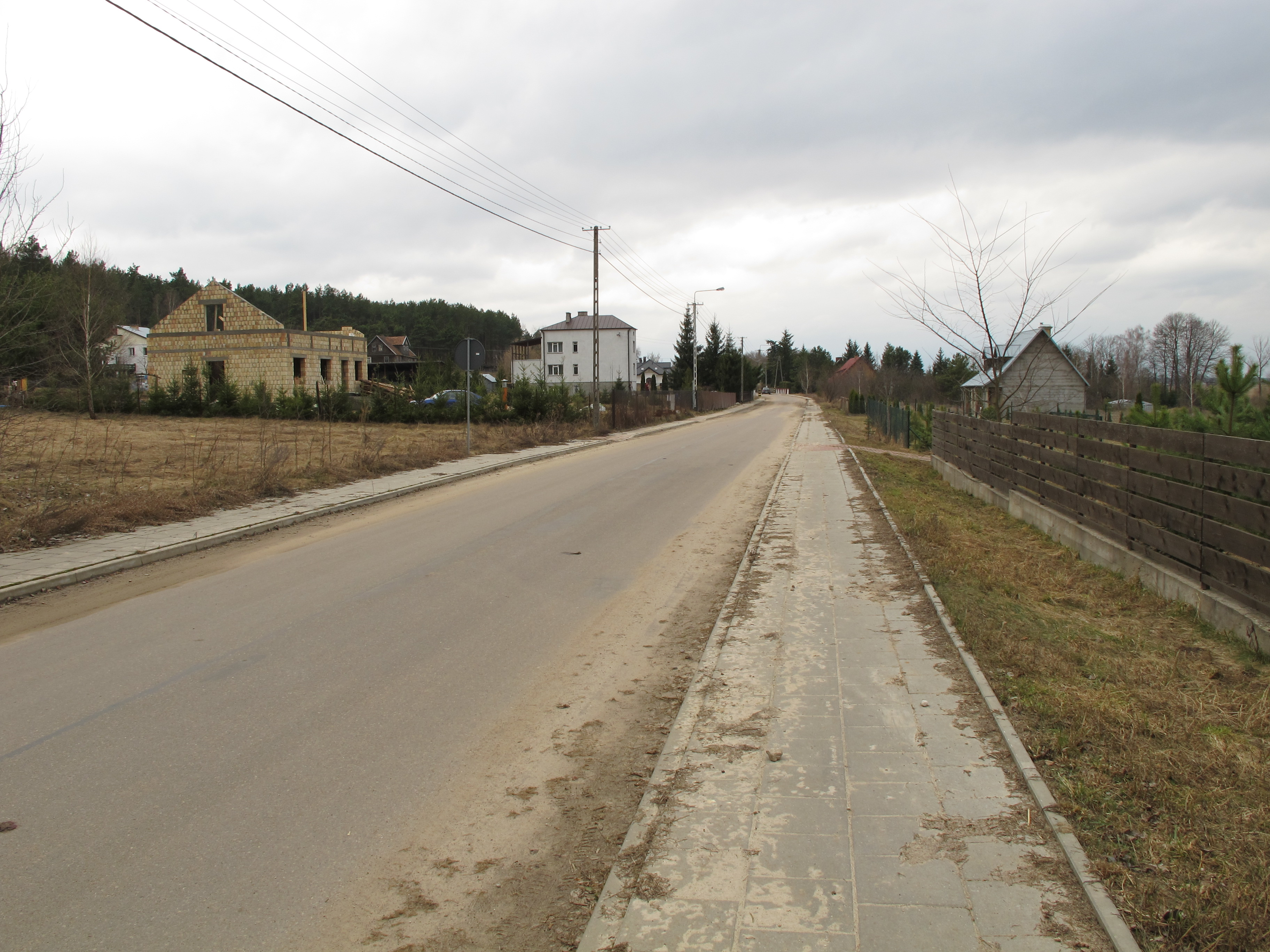
Dzikie-Kolonia